# About to Happen
About to Happen è un singolo della cantante inglese Siouxsie, pubblicato il 10 marzo 2008 come terzo e ultimo estratto dall'album Mantaray.

## Il disco
La canzone è stata scritta da Siouxsie, Steve Evans, Charlie Jones e Noko (Norman Fisher Jones). About to Happen è uscito in diversi formati, tra cui due dischi in vinile 7" e un CD singolo. Il lato B include la registrazione dal vivo dello spettacolo di Siouxsie alla Torre Eiffel nel 2007.
Il singolo ha raggiunto il nº 154 della classifica britannica.

## Tracce

### 7” (1)
Lato A
1. About to Happen (Radio Edit) – 2:48

Lato B
1. About to Happen (live) – 3:02

### 7” (2)
Lato A
1. About to Happen (Radio Edit) – 2:51

Lato B
1. If It Doesn't Kill You (live) – 4:48

### CD
1. About to Happen – 2:51
2. Here Come That Day (live) – 4:00
3. Hello I Love You (live) – 3:23

## Formazione
- Siouxsie Sioux - voce
- Steve Evans - chitarra, programmatore
- Charlie Jones - basso, sintetizzatore, Fender Rhodes
- Ken Dewar – percussioni